# Karl Baumbach
Karl Adolf Baumbach, född 9 februari 1844 i Meiningen, död 21 januari 1896 i Danzig, var en tysk politiker. Han var bror till Rudolf Baumbach.
Baumbach var överborgmästare i Danzig. Han var 1880–93 liberal ledamot av tyska riksdagen och utsågs 1890 till dess andre vicepresident samt invaldes 1891 i preussiska herrehuset. Förutom smärre skrifter om bland annat normalarbetstid och det kvinnliga arbetet författade han de populära arbetena Staats-Lexikon (1882) och Der Deutsche Reichstag (1890).